# راتاتویی (بازی ویدئویی)
راتاتویی (به انگلیسی: Ratatouille) که در ایران با نام موش سرآشپز نیز شناخته می‌شود یک بازی ویدیویی در سبک پلتفرم است که توسط استودیویHeavy Iron ساخته شده و توسط THQ منتشر شده است. این بازی بر اساس انیمیشنی از همین نام ساخته شده است.

## داستان
مشابه داستان فیلم، بازی در محیط یک مزرعه آغاز می‌شود. رمی به همراه برادرش امیل می‌رود تا هسته های سیب را برای پدرش پیدا کنند. در ابتدای بازی مهارت های اساسی را که باید بداند به او آموخته می‌شود پس از انجام وظیفه، پیرزن ساکن مزرعه، رمی و امیل را می‌گیرد، بنابراین آنها را مجبور به فرار می شوند. اگرچه رمی با موفقیت فرار می کند، او در فاضلاب گم می‌شود و در مقابل رستوران گوستیو بیدار می شود،جایی که رمی می‌بیند پسر خدمتکار، لینگوینی، سعی دارد سوپی را که تصادفاً خراب کرده درست کند با انداختن یک دسته مواد تصادفی. رمی عجله می کند و سوپ را درست می کند، اما لینگوینی او را می‌بیند و بدین ترتیب لینگوینی او را بیرون از رستوران را دنبال می کند. پس از آن، رمی با لینگوینی دوست می شود و در کارهایی که مجبور است برای اسکینر، سرآشپز، انجام دهد، به او کمک می کند. روز بعد رمی به لینگوینی کمک می کند تا غذا را برای مشتریان درست کند و در عین حال با سرقت غذاهای آشپزخانه برای کلنی خود که دوباره با آنها متحد شده کمک کند. اسکینر رمی را می گیرد و تعقیب و گریز دیگری آغاز می شود و در پایان با کشف نامه‌ای توسط رمی که حق لینگوینی را برای به ارث بردن رستوران ثابت می‌کند منجر به اخراج اسکینر می شود.
بعداً رمی به کلنی خود کمک می کند تا غذاهای با ارزش را بدزد. پس از آن ، منتقد غذا آنتونی ایگو، معروف به "بد غذا" ، برای بررسی به رستوران گوستیو رسیده است. یکی که برای آشپزها مهم خواهد بود. با این حال ، به استثنای لینگوینی و کولت ، همه آنها پس از اطلاع از رمی آنجا را ترک می کنند. اکنون این وظیفه رمی، کلنی موش ها، لینگوینی و کولت است برای بسیاری از مردم، از جمله منتقد اگو، غذا درست کنند. رمی تصمیم می گیرد که راتاتویی را برای شب بپزد، برای تحت تأثیر قرار دادن ایگو. اسکینر که از غذا خشمگین است ، رمی را در تمام رستوران تعقیب می کند و در نتیجه آن را خراب می کند. در حالی که رمی موفق می شود از دست اسکینر فرار کند (که بعداً به طور تصادفی توسط لوستر له می شود) ، به دلیل آشکار شدن وجود کلنی موش ، اعتبار رستوران از بین می رود و مجبور به تعطیلی می شود. با این حال ، با بودجه ایگو، لینگوینی و کولت موفق به راه اندازی یک بیسترو با نام "La Ratatouille" به همراه رمی به عنوان سرآشپز می شوند.

## توسعه
دیزنی در تاریخ 6 نوامبر 2006 اعلام کرد که قصد دارند یک بازی ویدئویی راتاتویی ، که همزمان با اکران فیلم است ، منتشر کنند. چندین بازیگر فیلم شخصیت های خود را در بازی صداپیشگی می کنند. 